# Glénac
Glénac [glenak] (bretonsky Glenneg) je francouzská obec v departementu Morbihan v regionu Bretaň.

## Poloha
Glénac leží na řekách Oust a Aff. Obklopují ho obce La Gacilly, Cournon, Bains-sur-Oust, Saint-Vincent-sur-Oust, Peillac a Les Fougerêts.

## Historie
V 16. století Glénac tvořil část farnosti Cournon-Glénac. Za Velké francouzské revoluce vznikla obec Glénac a farnost byla zřízena v roce 1802.

## Vývoj počtu obyvatel
Počet obyvatel

## Pamětihodnosti
- říční marina
- Château de la Forêt-Neuve z 15. století
- Château de Sourdéac
- kostel Saint-Michel
- vodní kanál Nantes – Brest
- kříž z 15. století na hřbitově